# Villa Basabò
Villa Basabò si trova a Bologna in via Castiglione n. 121. È nota a Bologna anche come "Villa Gandino" dal nome di un suo illustre proprietario. È un edificio senza un particolare pregio architettonico bensì storico culturale avendo ospitato nella prima metà del XIX secolo uno dei salotti mondani più frequentati di Bologna.
Il fabbricato fu costruito in un anno imprecisato dai conti Manzoli su un possedimento "fuori porta Castiglione" chiamato "Basabò" di loro proprietà fin dal XIV secolo.
Dopo il 1813 la villa fu acquistata dal banchiere milanese Paolo Bignami la cui giovane moglie Maddalena Marliani (1789-1868) la convertì in uno dei salotti bolognesi più in vista.
Dopo il 1861 fu acquistata dal latinista docente universitario Giovanni Battista Gandino (1827-1905) ed ereditata dal figlio Adolfo Gandino (1878-1940), apprezzato musicista e compositore, che la abitò fino alla sua morte.
Nel 1954 il Comune di Bologna ha dichiarato l'area intorno alla villa di notevole interesse ambientale.

## Proprietari di villa Basabò

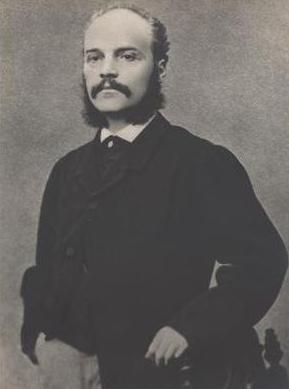
Giovanni Battista Gandino (1827-1905)
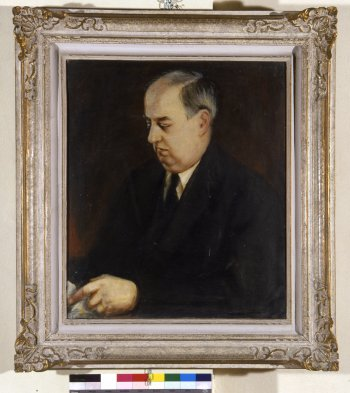
Adolfo Gandino (1878-1940)